# Европски олимпијски фестивал младих
Европски олимпијски фестивал младих је спортско такмичење за младе спортисте из 48 земаља Европског олимпијског комитета које се одржава сваке две године. Фестивал има своју летњу верзију која је први пут одржана у Бриселу 1991. и зимско издање, које је почело две године касније у Аости.

## Домаћини
Летњи фестивали
- 1991 —  Белгија, Брисел
- 1993 —  Холандија, Валкенсвард
- 1995 —  Уједињено Краљевство, Бат
- 1997 —  Португалија, Лисабон
- 1999 —  Данска, Есбјерг
- 2001 —  Шпанија, Мурсија
- 2003 —  Француска, Париз
- 2005 —  Италија, Лињано Сабијадоро
- 2007 —  Србија, Београд
- 2009 —  Финска, Тампере
- 2011 —  Турска, Трабзон
- 2013 —  Холандија, Утрехт
- 2015 —  Грузија, Тбилиси
- 2017 —  Мађарска, Ђер
- 2019 —  Белорусија, Минск
- 2021 —  Словачка, Банска Бистрица

Зимски фестивали
- 1993 —  Италија, Аоста
- 1995 —  Андора, Андора
- 1997 —  Шведска, Сундсвал
- 1999 —  Словачка, Попрад-Татри
- 2001 —  Финска, Вуокати
- 2003 —  Словенија, Блед
- 2005 —  Швајцарска, Монте
- 2007 —  Шпанија, Хаса
- 2009 —  Пољска, Бјељско Бјала, Цешин, Висла (Шљонск-Бескиди)
- 2011 —  Словачка, Либерец
- 2013 —  Румунија, Брашов
- 2015 —  Аустрија, Форарлберг  Лихтенштајн, Лихтенштајн
- 2017 —  Турска, Ерзурум
- 2019. —  Босна и Херцеговина, Сарајево и Источно Сарајево
- 2021 —  Финска, Вуокати